# Niklaus Schurtenberger
Niklaus Schurtenberger (Berna, 7 de febrero de 1968) es un jinete suizo que compitió en la modalidad de salto ecuestre.
Participó en los Juegos Olímpicos de Pekín 2008, obteniendo una medalla de bronce en la prueba por equipos (junto con Christina Liebherr, Pius Schwizer y Steve Guerdat).

## Palmarés internacional
| Juegos Olímpicos | Juegos Olímpicos  | Juegos Olímpicos  | Juegos Olímpicos |
| Año              | Lugar             | Medalla           | Categoría        |
| ---------------- | ----------------- | ----------------- | ---------------- |
| 2008             | Hong Kong (China) | Medalla de bronce | Por equipos      |